# Gige (Ungheria)
Gige è un comune dell'Ungheria di 363 abitanti (dati 2001) situata nella contea di Somogy, nell'Ungheria centro-occidentale.